# Leptogorgia barbadensis
Leptogorgia barbadensis is een zachte koraalsoort uit de familie Gorgoniidae. De koraalsoort komt uit het geslacht Leptogorgia. Leptogorgia barbadensis werd in 1961 voor het eerst wetenschappelijk beschreven door Bayer. 